# Saint-Paul-Trois-Châteaux
Saint-Paul-Trois-Châteaux är en kommun i departementet Drôme i regionen Auvergne-Rhône-Alpes i sydöstra Frankrike. Kommunen ligger i kantonen Saint-Paul-Trois-Châteaux som tillhör arrondissementet Nyons. År 2022 hade Saint-Paul-Trois-Châteaux 8 776 invånare.

## Befolkningsutveckling
Antalet invånare i kommunen Saint-Paul-Trois-Châteaux
Referens:INSEE